# 克托尼俄斯
克托尼俄斯（希臘語：χθόνιος，羅馬化：khthónios，希臘語發音：[ˈxθo.ni.os]，直译：「地下的」）是希腊神话中的地神的统称，指称在冥界生活的神和灵魂。
希腊语中有数个代表“大地”的词语，khthon是其中一个，它的确切含义是“大地之内”，而不是地面的世界（gaia，盖娅）或是作为领土的土地（khora）。它的直接引申义是“丰饶”和“坟墓”。
克托尼俄斯一般被认为来自希腊史前居民所信仰的巫术，其行为和显圣的方式都和奥林匹斯神大相径庭。他们通常为农业社会的一些宗教团体所崇拜，维系了某些特定的宗教仪式，例如厄琉息斯秘仪等。

## 克托尼俄斯之于奥林匹斯
khthoneia（名词）和khthonios（形容词）两个词在希腊语里的含义很确切，即指称对克托尼俄斯献祭的方式。在典型的克托尼俄斯仪式上，作为牺牲的动物在一个bothros（坑）或是megaron（下沉式房间）内被宰杀；而在奥林匹斯神的祭祀仪式上，祭品是在一个抬高的bomos（祭台）上被献祭。克托尼俄斯神祇也偏好黑色的祭品而非白色，它们的后代一般被掩埋或者焚烧，而非如奥林匹斯神的仪式中那样烹饪之后分发给信众。

## 仪式与功用
虽然克托尼俄斯主事丰产，他们并不拥有垄断，一些奥林匹斯神也过问大地的生产。比如得墨忒耳和珀耳塞福涅都负责看顾土地的丰瘠，而前者在诗歌和神话中被普遍划分为奥林匹斯神，后者则是地神。更混乱的是，得墨忒耳通常在一个仪式中和珀耳塞福涅同时受祭。

## 或此或彼
然而奥林匹斯神和克托尼俄斯两类并不是非此即彼的，一些奥林匹斯神如赫耳墨斯和宙斯在一些地方也接受地神的祭品和什一税。荣耀的英雄赫拉克勒斯和阿斯克勒庇俄斯视地点不同，同时被崇拜为神或是克托尼俄斯英雄。
此外，一些仪式很难在这两类间被划分。比如人们通常在交叉路口用小狗祭祀赫卡忒，这肯定不是一种奥林匹斯祭祀，但同样也不同于通常对珀耳塞福涅或其他克托尼俄斯的献祭。不过因为她在地下世界所起的作用，赫卡忒一般还是被划分为地神。

## 其他
在卡德摩斯播种龙齿所生出来的地生人中，也有一人名叫克托尼俄斯。